# Sídnei dos Santos
Sídnei dos Santos, ou apenas Sídnei (Barra Mansa, 05 de maio de 1971) é um ex-futebolista brasileiro, que atuava como zagueiro.

## Carreira
Por muitos anos o zagueiro Sídnei defendeu as cores do Vasco, chegando a atuar também de lateral esquerdo e de volante. Jogador de boa técnica, pecava por alternar bons e maus momentos dentro da mesma partida. Por este motivo nunca se firmou entre os titulares da equipe e sempre era preterido após a chegada de algum outro atleta. Ainda assim, fez parte do elenco tricampeão carioca no início da década de 90, e do campeão brasileiro de 89.
No início de 1997, foi emprestado pelo Vasco da Gama (jogou até 1996 no time da colina) ao Bahia e depois seguiu por Ituano, Brasiliense e Sampaio Corrêa, além de experiências no futebol espanhol e americano até se aposentar pelo Volta Redonda, em 2005.
Em 2020, Sídnei tornou-se socorrista profissional.
Antes de trocar o uniforme e as chuteiras por macacão, capacete e luvas, Sídnei seguiu o caminho que é muito comum a ex-atletas e trabalhou no futebol. Foi observador técnico e coordenador de avaliação do Vasco quando Roberto Dinamite era presidente. Depois de cinco anos no clube que o revelou, assumiu a coordenação geral do Barra Mansa, onde conquistou a Série B do Rio em 2014.

## Títulos
Vasco da Gama
- Campeonato Brasileiro: 1989
- Campeonato Carioca: 1992, 1993, 1994
- Taça Guanabara: 1990, 1992, 1994
- Taça Rio: 1993
- Taça Adolpho Bloch: 1990
- Torneio da Amizade (África): 1991
- Copa Rio Estadual: 1993
- Troféu Cidade de Zaragoza: 1993
- Troféu Cidade de Barcelona: 1993
- Torneio João Havelange: 1993
- Troféu Palma de Mallorca: 1995

Bahia
- Taça Estado da Bahia: 1997

Sampaio Corrêa
- Campeonato Maranhense: 2002

### Coordenador
Barra Mansa
- Campeonato Carioca- Série B1: 2014